# Lijst van voetbalinterlands Luxemburg - Tsjecho-Slowakije
Deze lijst van voetbalinterlands is een overzicht van alle officiële voetbalwedstrijden tussen de nationale teams van Luxemburg en Tsjecho-Slowakije. De landen speelden zes keer tegen elkaar. De eerste ontmoeting, een vriendschappelijke wedstrijd, werd gespeeld in Luxemburg op 9 mei 1970. Het laatste duel, een kwalificatiewedstrijd voor het Wereldkampioenschap voetbal 1990, vond plaats op 9 mei 1989 in Praag.

## Wedstrijden
| № | Plaats           | Datum            | Competitie           | Wedstrijd                     | Uitslag |
| - | ---------------- | ---------------- | -------------------- | ----------------------------- | ------- |
| 1 | Luxembourg       | 9 mei 1970       | Vriendschappelijk    | Luxemburg – Tsjecho-Slowakije | 0 – 1   |
| 2 | Pilsen           | 26 april 1972    | Vriendschappelijk    | Tsjecho-Slowakije – Luxemburg | 6 – 0   |
| 3 | Luxemburg        | 1 mei 1979       | EK 1980 kwalificatie | Luxemburg – Tsjecho-Slowakije | 0 – 3   |
| 4 | Praag            | 24 november 1979 | EK 1980 kwalificatie | Tsjecho-Slowakije – Luxemburg | 4 – 0   |
| 5 | Esch-sur-Alzette | 18 oktober 1988  | WK 1990 kwalificatie | Luxemburg – Tsjecho-Slowakije | 0 – 2   |
| 6 | Praag            | 9 mei 1989       | WK 1990 kwalificatie | Tsjecho-Slowakije – Luxemburg | 4 – 0   |

## Samenvatting
| Competitie        | Totaal gespeeld | Winst Luxemburg | Gelijk | Winst Tsjecho-Slowakije | Doelsaldo Luxemburg – Tsjecho-Slowakije |
| ----------------- | --------------- | --------------- | ------ | ----------------------- | --------------------------------------- |
| WK-kwalificatie   | 2               | 0               | 0      | 2                       | 0 − 6                                   |
| EK-kwalificatie   | 2               | 0               | 0      | 2                       | 0 − 7                                   |
| Vriendschappelijk | 2               | 0               | 0      | 2                       | 0 − 7                                   |
| Totaal            | 6               | 0               | 0      | 6                       | 0 − 20                                  |

## Details

### Vijfde ontmoeting
| Luxemburg | 0 – 2 | Tsjecho-Slowakije                 |
|           | goals | 25' Ivan Hašek 35' Jozef Chovanec |

### Zesde ontmoeting
| Tsjecho-Slowakije                                                         | 4 – 0 | Tsjecho-Slowakije |
| Stanislav Griga 6' Tomáš Skuhravý 76' Michal Bílek 81' Tomáš Skuhravý 84' | goals |                   |